# Mark Rothko

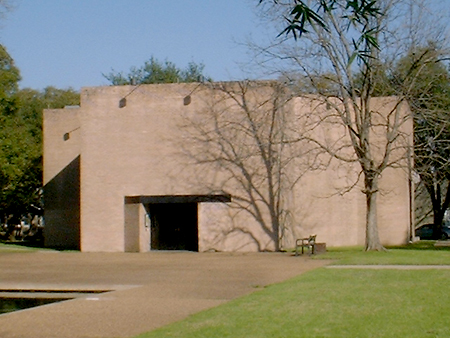
A Rothko-kápolna bejárata Houston, Texas

Mark Rothko, születési nevén: Marcus Rothkovich, oroszul: Маpкус Яковлевич Роткович (Márkusz Jákovlevics Rotkóvics), lettül: Markuss Rotkovičs (Daugavpils, 1903. szeptember 25. – New York, New York, 1970. február 25.) orosz-zsidó származású festő, az amerikai absztrakt expresszionizmus egyik legkiemelkedőbb alakja.

## Életpályája
1903-ban született Marcus Rothkovich néven orosz-zsidó családba az Orosz Birodalom Vityebszki kerületében, Dvinszk városában (ma Daugavpils, Lettország). Tízéves korában családjával emigrált Amerikába és Oregon államban telepedtek le. Egész fiatalkorában szegénységben élt, és gyakran éhezett.
Bár két évig látogatta az Art Students’ League kurzusait, ahol Max Weber tanítványa volt, mégis autodidakta festőnek tartotta magát. Alkotásait először 1929-ben állították ki és néhány éven belül két önálló kiállítása is nyílt. Festészetének első szakaszában az európai expresszionizmust követte. 1935-ben megalapította a The Ten (A Tízek) nevű alkotócsoportot Adolph Gottliebbel. Pár évvel később Rothko amerikai állampolgárságot kapott, és körülbelül ekkor festészete fordulatot vett. Álomszerű városi tájképeit, az idealizált görög isteneket, istennőket archaikus szimbólumokat ábrázoló absztrakt festmények váltották fel. 1945-ben megnyílt Rothko első jelentős önálló kiállítása az Art of This Century Galleryben (Századunk művészete galéria). Ekkoriban Rothko szürrealista tájképeket festett, leginkább Arshile Gorky hatása alá került.
A keleti bölcselettel való találkozása San Franciscoban nagy mértékben megváltoztatta művészetét. Innentől kezdve teljesen elutasította a tudatos értelmi beavatkozást a művészi alkotófolyamatba. Rothko festményein határozatlan körvonalú színfoltokat láthatunk, melyek látszólag lebegnek. Az alkotás folyamata rítus volt számára, s titokban tartotta, hogyan készülnek képei. Kiállításain ő döntött arról, hogy képei hol, milyen megvilágításban legyenek, hogy így is növelje érzelmi hatásukat. Ahogy ő maga is mondta, számára az érzelmek kifejezése és átadása volt a legfontosabb. „Szeretném, ha megértenék végre, én nem vagyok absztrakt művész… Nem érdekel a színeknek és a formáknak, vagy bármi másnak a viszonya. Engem kizárólag az alapvető emberi érzelmek kifejezése foglalkoztat. A tragédia, az extázis, a végzet, satöbbi. A tény, hogy olyan sok ember kiborul és sírva fakad, amikor szembesülnek a képeimmel, azt bizonyítja, képes vagyok kommunikálni feléjük ezeket az alapvető emberi emóciókat… Az emberek, akik sírnak a képeim előtt, ugyanazt a vallásos élményt tapasztalják meg, amit én magam is a kép festésekor.”
Rothko képeinek szemléléséhez komoly szellemi erőfeszítésre van szükség. Egyes emberekből földi kötöttségek alóli felszabadító, transzcendens élményt váltanak ki. Rothko nagyon határozott, végletes, depresszióra hajlamos, érzékeny ember volt. 1970 elején öngyilkos lett.

## Híres alkotásaiból
- Barna és fekete ólomszín alapon[1] (Bázel, Dr. F. Meyer Gyűjtemény)
- Vörös, fehér és barna[2] (Bázel, Kunstmuseum)
- „The Rothko-Chapel”[3] (Texas Institute of Religion and Human Development része: houstoni ökumenikus kápolna, Texas)

## Lásd még
- Absztrakt expresszionizmus